# National Beef
 (avril 2023).
National Beef est l'une des quatre grandes entreprises américaines produisant de la viande bovine. Fondée en 1992, elle a son siège à Kansas City, dans le Missouri.